# Pharrell Williams

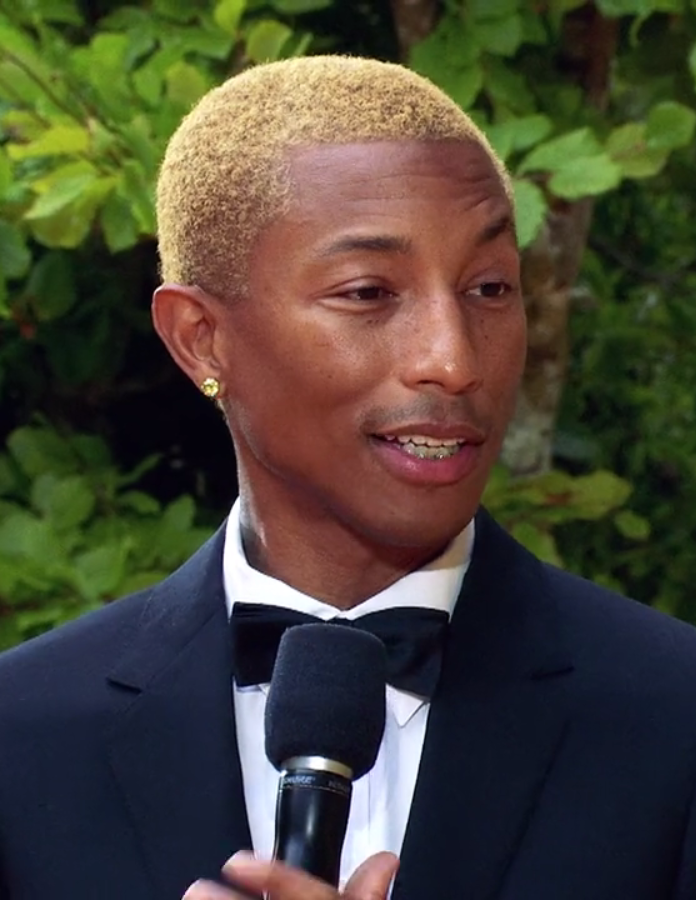
Pharrell Williams (2019)

Pharrell Lanscilo Williams (* 5. April 1973 in Virginia Beach, Virginia), auch bekannt als Pharrell oder Skateboard P, ist ein US-amerikanischer Sänger, Rapper, Songwriter und Musikproduzent. Er bildet zusammen mit Chad Hugo das Hip-Hop- und Songwriterduo The Neptunes. Außerdem ist er neben Chad und Shay ein Mitglied der Band N.E.R.D.
Williams hat eine große Anzahl an Titeln für andere Musiker produziert, wie z. B. für Daft Punk, Snoop Dogg, Beyoncé, Justin Timberlake, Miley Cyrus, Jay-Z, N’Sync, Britney Spears, Nelly und Madonna. Pharrell Williams singt bevorzugt in den oberen Registern und verwendet oft die Falsetttechnik. Seit 2016 ist Williams auch als Filmproduzent tätig.

## Leben und musikalische Anfänge
Pharrell Williams kam als ältester von drei Söhnen von Pharaoh Williams und Carolyn Williams zur Welt. Sein Vater war Handwerker, seine Mutter war Lehrerin. In der siebten Klasse traf er seinen späteren Bandkollegen Hugo in einem Talent-Workshop seiner Schule. Die beiden fingen an zusammenzuarbeiten. Sie mischten Beats und spielten in verschiedenen Livebands, in denen Williams Schlagzeug spielte. Im Jahr 1992, während beide verschiedene Oberschulen absolvierten, verkauften sie ihren ersten verfassten Vers, Rump Shaker, an Wreckx-n-Effect. Sie fingen an, eigene Titel zu schreiben und zusammen mit anderen populären Hip-Hop-Künstlern zu produzieren, beispielsweise mit Noreaga und Mase.
Nachdem Pharrells Cousin Ende März 2021 in Virginia Beach von einem Polizisten erschossen worden war, rief er die Staatsanwaltschaft von Virginia auf, den Vorgang zu untersuchen.
Am 17. Dezember 2024 wurde der Musiker und Modedesigner zum neuen Goodwill-Botschafter der UNESCO in Paris ernannt und soll in dieser Rolle künstlerische Bildung und Unternehmertum fördern.

## Karriere

### Durchbruch
1999 gelang Williams als Musikproduzent der Durchbruch mit Kelis’ Debütalbum Kaleidoscope. Im August 2002 wurden The Neptunes zu den Produzenten des Jahres bei den Source Awards und bei den Billboard Music Awards ernannt.
2002 schrieben und produzierten Williams und Hugo Nellys Single Hot in Herre. Sie wiederholten diesen Erfolg mit der Hip-Pop-Single I’m a Slave 4 U von Britney Spears. Im Sommer 2003 folgte die Veröffentlichung des Albums The Neptunes Present – Clones, auf der Williams’ erste Solosingle im Duett mit Kollege Jay-Z zu finden ist. Frontin’ war ein Welthit und hielt Williams’ Schwungkraft bis zur Veröffentlichung von Hugos und Williams’ zweitem Funk-/Rock-orientierten N.E.R.D-Album, das im März 2004 veröffentlicht wurde. Williams’ Rock/Britpop/Hip-Hop-Mischung wurde durch den Auftritt bei den Grammy Awards 2004 weiter verstärkt, wo er den Song I Saw Her Standing There von den Beatles mit Sting, Dave Matthews und Vince Gill vortrug. Er spielte bei diesem Auftritt Schlagzeug.
Am 24. Juli 2006 kam Williams’ Debütalbum In My Mind heraus, das sich zum einen aus souligen R&B-Songs und zum anderen aus reinen Hip-Hop-Tracks zusammensetzt. Dieses Album beinhaltet unter anderem Kooperationen mit Jay-Z, Slim Thug, Gwen Stefani, Kanye West, Nelly und Clipse.
Im August 2006 wurde Number One, eine Single aus In My Mind, veröffentlicht, die er zusammen mit Kanye West aufnahm. Im September 2006 folgte in den USA That Girl, die dritte Singleauskoppelung vom Album, aufgenommen und produziert mit Snoop Dogg. Für den Soundtrack von Need for Speed: Carbon wurde 2006 unter anderem Show You How to Hustle aus seinem Album verwendet.
Im Juni 2007 gründeten Williams, Kanye West und Lupe Fiasco die Supergroup Child Rebel Soldier (CRS). Nach einigen Single-Aufnahmen wurde bald ihr erstes Album angekündigt und sollte unter dem Titel God Unwilling ursprünglich 2010, dann 2012 erscheinen; das Projekt wurde jedoch vorerst auf Eis gelegt und 2013 endgültig aufgegeben.
2008 arbeitete Williams mit Madonna für ihr elftes Studioalbum Hard Candy zusammen. Er produzierte zusammen mit The Neptunes acht Stücke für das Album, wovon sieben auf der regulären Ausgabe des Albums zu finden waren, darunter der Erfolgshit Give It 2 Me. Im Jahr zuvor entstand in einer gemeinsamen Zusammenarbeit bereits Hey You, ein Benefiz-Projekt für Live Earth.
2009 arbeitete er mit Game an The R.E.D. Album, das im August 2011 erschien.
2010 arbeitete er gemeinsam mit Heitor Pereira am Soundtrack des Animationsfilms Ich – Einfach unverbesserlich. Auch bei dessen Nachfolgern Ich – Einfach unverbesserlich 2 aus dem Jahr 2013 und Ich – Einfach unverbesserlich 3 aus dem Jahr 2017 komponierten Williams und Pereira den Soundtrack. Ebenso verhalf er der Swedish House Mafia mit seinem Gesang bei dem Song One zu einem weltweiten Erfolg.

### Erfolgreiches Comeback
Am 27. März 2013 bestätigte Nile Rodgers, dass Pharrell Williams mit Daft Punk an ihrem neuen Album Random Access Memories zusammengearbeitet hat. Er sang für das Duo und Nile Rodgers auf drei Tracks des Albums, unter anderem für die Vorab-Single Get Lucky. Mit dieser Single erreichten sie in über 20 Ländern Platz eins der offiziellen Single-Charts. Dafür bekamen sie zwei Grammys.
Mit Blurred Lines, in Zusammenarbeit mit Robin Thicke und T.I., stand er in 16 Ländern an der Chartspitze. Dies brachte ihm zwei weitere Grammy-Nominierungen ein. Schließlich bekam er noch zum zweiten Mal nach 2004 die Auszeichnung als Produzent des Jahres. Laut Gerichtsbeschluss einer achtköpfigen Jury in Los Angeles im Jahr 2015 gilt Blurred Lines als Plagiat des Marvin-Gaye-Songs „Got to Give It Up“.
Seinen ersten Nummer-eins-Hit als Solokünstler veröffentlichte Williams Ende 2013 mit Happy. Der Titel erreichte in vielen Ländern die Spitze der Charts, darunter auch in Deutschland und der Schweiz und war in zahlreichen Ländern zugleich der Hit des Jahres. Dazu wurde er 2014 als Filmsong für den Oscar nominiert. Das Lied stammt aus dem Film Ich – Einfach unverbesserlich 2. Für seine Liveversion des Lieds bekam er einen Grammy für die beste Pop-Darbietung. Die 24-stündige Videoinstallation zu dem Lied wurde als Musikvideo des Jahres ausgezeichnet. Sein kurz nach dem Song veröffentlichtes zweites Soloalbum Girl bekam den Preis in der Kategorie Urban Contemporary Album.
Am 27. März 2014 gab Adidas bekannt, dass Pharrell Williams in Kooperation mit dem deutschen Sportartikelhersteller Mode entwerfen wird.
Im Februar 2016 wurde Pharrell nach einer zweijährigen Zusammenarbeit Mitbesitzer der Jeansmarke G-Star.
Im März 2017 wurde Williams mit der Ehrendoktorwürde der New York University ausgezeichnet. Im selben Jahr veröffentlichte er mit N.E.R.D. das Album No One Ever Really Dies.
Im August 2020 kuratierte Pharrell Williams eine Sonderausgabe des Time Magazine, die sich sozialer Ungerechtigkeit und Rassismus in den USA widmet. Zu Wort kommen in ihr unter anderem der Rapper Tyler, The Creator und die Bürgerrechtlerin Angela Davis. Im Zuge der Veröffentlichung veröffentlichte Williams mit Jay-Z als Feature-Gast den Track „Entrepreneur“, der von der Schwierigkeit und den Härten des Unternehmertums in den USA für Afroamerikane (ByteFM) handelt.

## Arbeit als Filmproduzent
Seit 2016 ist Williams auch als Filmproduzent tätig. Nachdem Williams beim Film Dope noch als Executive Producer fungierte und in dieser Funktion den Soundtrack zum Film produzierte, war er bei Hidden Figures – Unerkannte Heldinnen, der im Dezember 2016 in die US-amerikanischen Kinos kam, als Produzent und zudem als Mit-Komponist der Filmmusik tätig. Der Film Roxanne Roxanne, ein Biopic über die Hip-Hop-Künstlerin Roxanne Shanté, bei dem Williams ebenfalls als Produzent agierte, feierte im Januar 2017 seine Premiere.
Für Netflix produzierte Pharrell Williams 2020 die Serie Voices of Fire (Feuer in der Stimme), in der er gelegentlich auch selbst zu sehen ist. Gemeinsam mit seinem Onkel Ezekiel Williams, einem Pastor, sucht er professionelle Gospelsänger für einen Chor.
Im August 2024 feierte mit dem Lego-Film Piece by Piece Williams’ filmische Biografie Premiere, in Deutschland erscheint der Film am 23. Januar 2025.

## Louis Vuitton
Williams ist seit Februar 2023, als Nachfolger von Virgil Abloh († 2021), Kreativchef der Männerlinie des französischen Modeunternehmens Louis Vuitton.
Er setzt dabei weiter auf die Verwendung von Pelz und zeigte dies für die Herbst-Winter-Kollektion 2024–2025 bei der Mailänder Modewoche 2024. Dies führte zu Kritik von Tier- und Umweltschutzorganisationen, bei der Modenschau protestierten Aktivisten unter anderem mit einem Schild mit der Aufschrift „Tiere bluten für deine Mode, Pharrell“, um auf die Tierausbeutung bei der Pelzzucht aufmerksam zu machen.

## Familie
Williams ist mit Helen Lasichanh verheiratet, mit der er vier Kinder hat.

## Diskografie
Studioalben

| Jahr | Titel Musiklabel                   | Höchstplatzierung, Gesamtwochen, AuszeichnungChartplatzierungen (Jahr, Titel, Musiklabel, Platzierungen, Wochen, Auszeichnungen, Anmerkungen) | Höchstplatzierung, Gesamtwochen, AuszeichnungChartplatzierungen (Jahr, Titel, Musiklabel, Platzierungen, Wochen, Auszeichnungen, Anmerkungen) | Höchstplatzierung, Gesamtwochen, AuszeichnungChartplatzierungen (Jahr, Titel, Musiklabel, Platzierungen, Wochen, Auszeichnungen, Anmerkungen) | Höchstplatzierung, Gesamtwochen, AuszeichnungChartplatzierungen (Jahr, Titel, Musiklabel, Platzierungen, Wochen, Auszeichnungen, Anmerkungen) | Höchstplatzierung, Gesamtwochen, AuszeichnungChartplatzierungen (Jahr, Titel, Musiklabel, Platzierungen, Wochen, Auszeichnungen, Anmerkungen) | Anmerkungen                         |
| Jahr | Titel Musiklabel                   | DE | AT | CH | UK | US | Anmerkungen                         |
| ---- | ---------------------------------- | --- | --- | --- | --- | --- | ----------------------------------- |
| 2006 | In My Mind Star Trak Entertainment | DE14 (6 Wo.)DE | AT41 (4 Wo.)AT | CH5 (8 Wo.)CH | UK7 Silber · (7 Wo.)UK | US3 (11 Wo.)US | Erstveröffentlichung: 25. Juli 2006 |
| 2014 | G I R L Columbia Records (Sony)    | DE2 Gold · (22 Wo.)DE | AT4 (14 Wo.)AT | CH1 Gold · (32 Wo.)CH | UK1 Platin · (51 Wo.)UK | US2 Gold · (60 Wo.)US | Erstveröffentlichung: 3. März 2014  |

## Filmografie (Auswahl)
- 2010: Ich – Einfach unverbesserlich (Despicable Me, Komponist)
- 2010: Männertrip (Get him to the Greek)
- 2013: Ich – Einfach unverbesserlich 2 (Despicable Me 2, Komponist)
- 2014: The Amazing Spider-Man 2: Rise of Electro (The Amazing Spider-Man 2, Komponist)
- 2016: Hidden Figures – Unerkannte Heldinnen (Hidden Figures; Produzent, Komponist)
- 2017: Ich – Einfach unverbesserlich 3 (Despicable Me 3, Komponist)
- 2017: Roxanne Roxanne (Produzent)
- 2018: Der Grinch (The Grinch, Sprechrolle)
- 2021: Sing – Die Show deines Lebens (Sing 2, Sprechrolle)
- 2021: North Hollywood (Produzent)
- 2024: Ich – Einfach unverbesserlich 4 (Despicable Me 4, Komponist)
- 2024: Piece by Piece (auch Produzent und Komponist)

## Auszeichnungen
2001
- BMI Urban Music Awards[19]
  - Produzent des Jahres (nominiert)
  - Songwriter des Jahres: „Got Your Money“, „I Just Wanna Luv U“, „Shake Ya Ass“

- The Source Hip-Hop Music Awards[20]
  - Produzent des Jahres

2002
- BMI Urban Music Awards[21]
  - Produzent des Jahres (mit Chad Hugo)
  - Songwriter des Jahres: „Danger“, „Southern Hospitality“

- Billboard R&B/Hip-Hop Awards[22]
  - Songwriter des Jahres (nominiert)
  - Produzent des Jahres (nominiert)

2003
- Billboard R&B/Hip-Hop Awards[23]
  - Songwriter des Jahres (nominiert)
  - Produzent des Jahres

- BMI Urban Music Awards[24]
  - Produzent des Jahres
  - Song des Jahres: „Hot in Herre“

- The Source Hip-Hop Music Awards[25]
  - Produzent des Jahres

- Vibe Awards[26]
  - Engste Musikpartnerschaft: N.E.R.D./The Neptunes
  - Wahrheitgetreuestes Video: „Beautiful“ (nominiert)
  - Modischstes Video (nominiert)
  - Beste Zusammenarbeit: „Beautiful“ (nominiert)

2004
- Billboard R&B/Hip-Hop Awards[27]
  - Produzent des Jahres (nominiert)

- BMI Urban Music Awards[28]
  - Produzent des Jahres (nominiert)
  - Songwriter des Jahres (mit Chad Hugo): „Beautiful“, „Excuse Me Miss“, „Frontin’“, „Luv U Better“, „When the Last Time“

- Grammy Award[29]
  - Produzent des Jahres
  - Bester Gesang in einem Popalbum: Justified
  - Beste Rap/Gesang Zusammenarbeit: „Frontin’“ (nominiert)
  - Beste Rap/Gesang Zusammenarbeit: „Beautiful“ (nominiert)
  - Bester Rapsong: „Beautiful“ (nominiert)
  - Bester Rapsong: „Excuse Me Miss“ (nominiert)

2005
- BMI Urban Music Awards[30]
  - Produzent des Jahres (nominiert)

- Grammy Awards[31]
  - Best Rap Performance von einem Duo oder einer Gruppe: „Drop It Like It’s Hot“ (nominiert)
  - Bester Rapsong: „Drop It Like It’s Hot“ (nominiert)

- Vibe Awards[32]
  - Club Banger: „Can I Have It Like That“ (nominiert)

2006
- BMI Urban Music Awards[33]
  - Produzent des Jahres (nominiert)

- Grammy Awards[34]
  - Produzent des Jahres (nominiert)

2007
- Grammy Awards[35]
  - Bester Rapsong: „Money Maker“
  - Bestes Rapalbum: „In My Mind“ (nominiert)

2014
- Oscar
  - Bester Filmsong: „Happy“ aus Ich – Einfach unverbesserlich 2 (nominiert)
- Grammy Awards
  - Single des Jahres: Get Lucky (mit Daft Punk)
  - Single des Jahres: Blurred Lines (mit Robin Thicke & T.I., nominiert)
  - Beste Popdarbietung eines Duos / einer Gruppe: Get Lucky (mit Daft Punk)
  - Beste Popdarbietung eines Duos / einer Gruppe: Blurred Lines (mit Robin Thicke & T.I., nominiert)
  - Produzent des Jahres

2015
- Grammy Awards
  - Beste Pop-Solodarbietung: Happy (Live)
  - Bestes Urban-Contemporary-Album: Girl
  - Bestes Musikvideo: Happy

2017
- Golden Globe Awards
  - Nominierung für die Beste Filmmusik (Hidden Figures – Unerkannte Heldinnen, gemeinsam mit Hans Zimmer und Benjamin Wallfisch)[36]